# Norashen (Gegharkunik)
Norashen (in armeno Նորաշեն?) è un comune dell'Armenia di 532 abitanti (2009) della provincia di Gegharkunik, fondata nel 1920.